# Kluis van Vrijhern

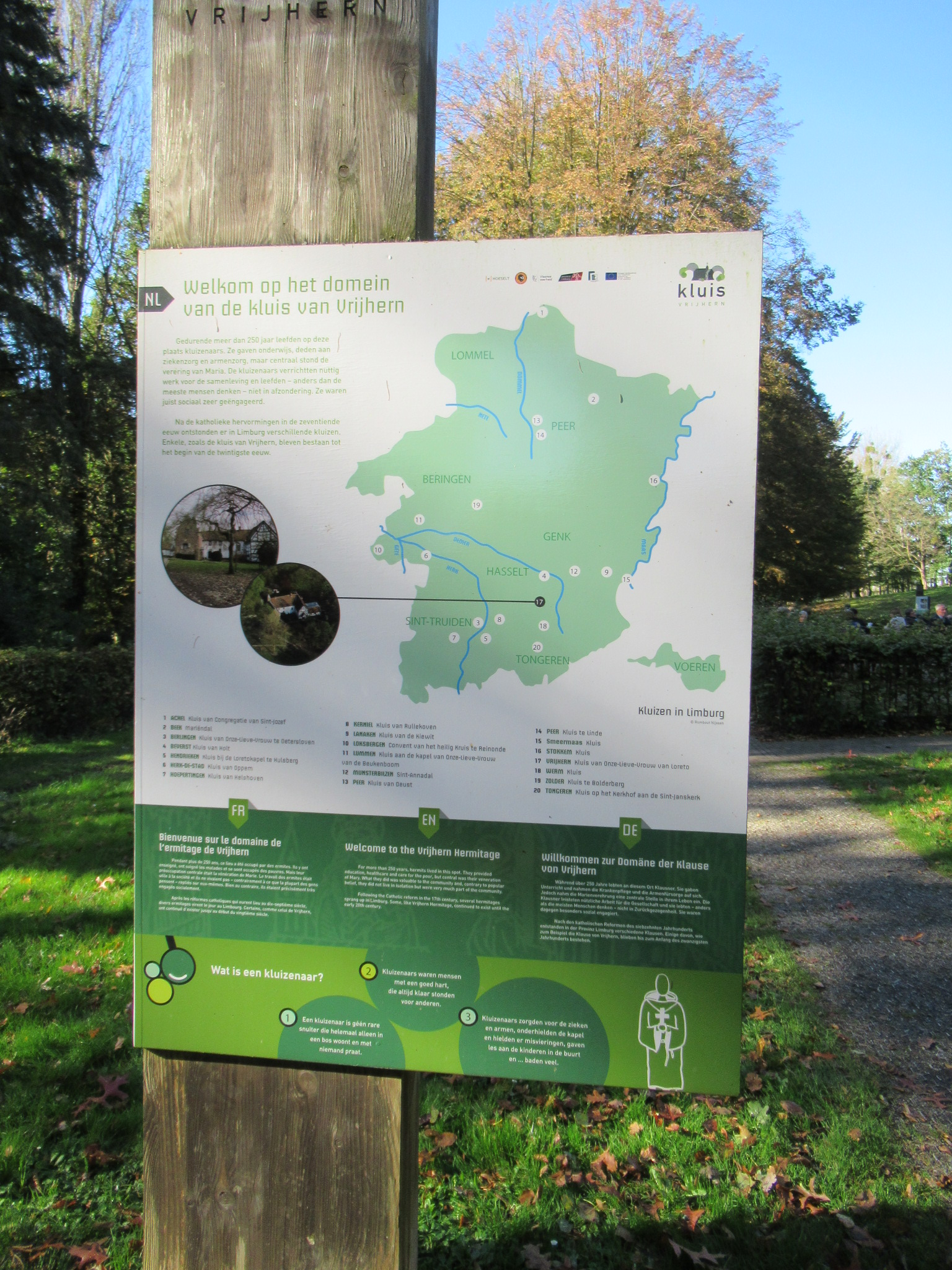
Wandelroutes vanuit De Kluis van Vrijhern.

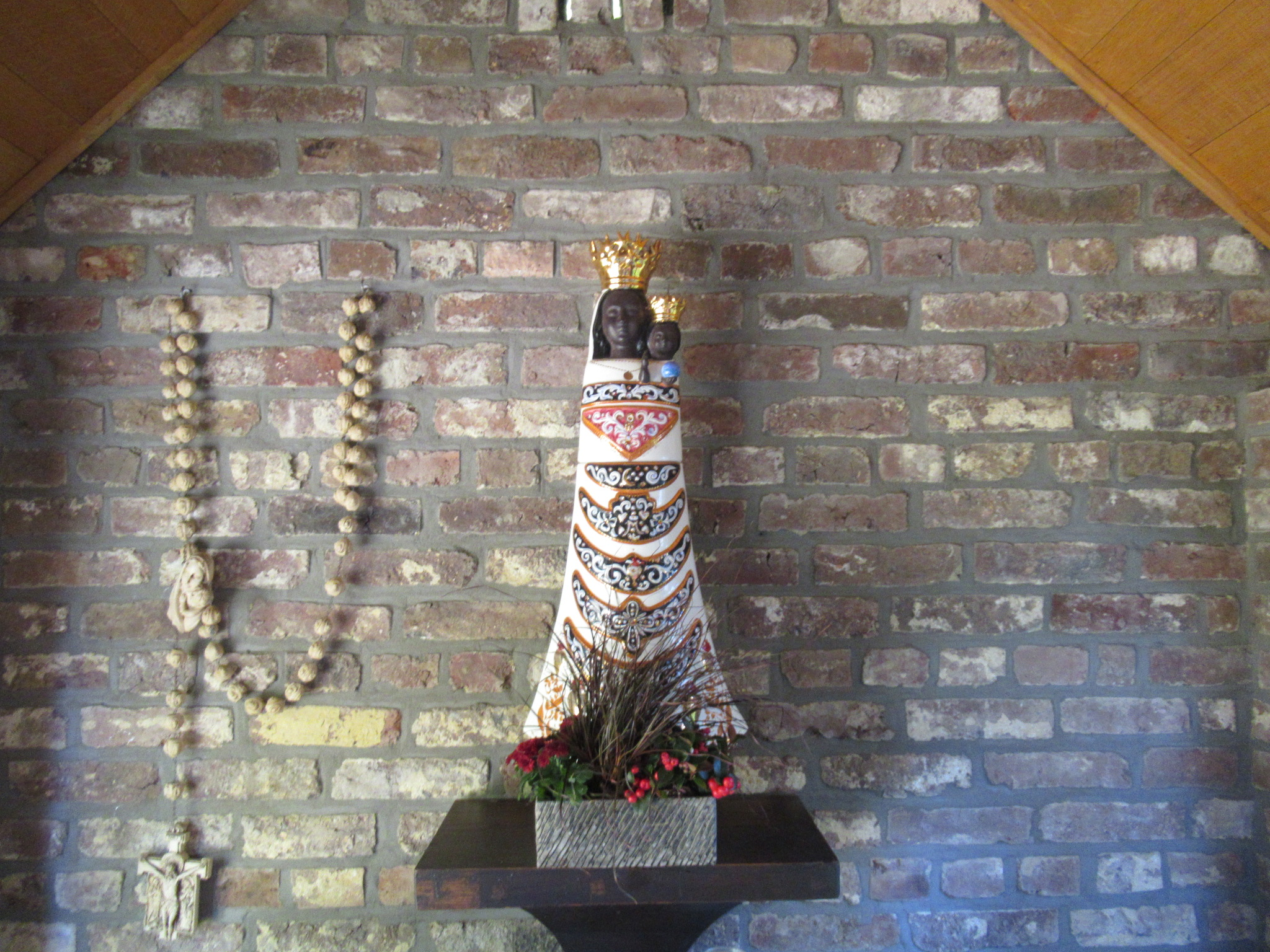

De Kluis van Vrijhern is een kluizenarij en bedevaartsoord in de plaats Vrijhern.

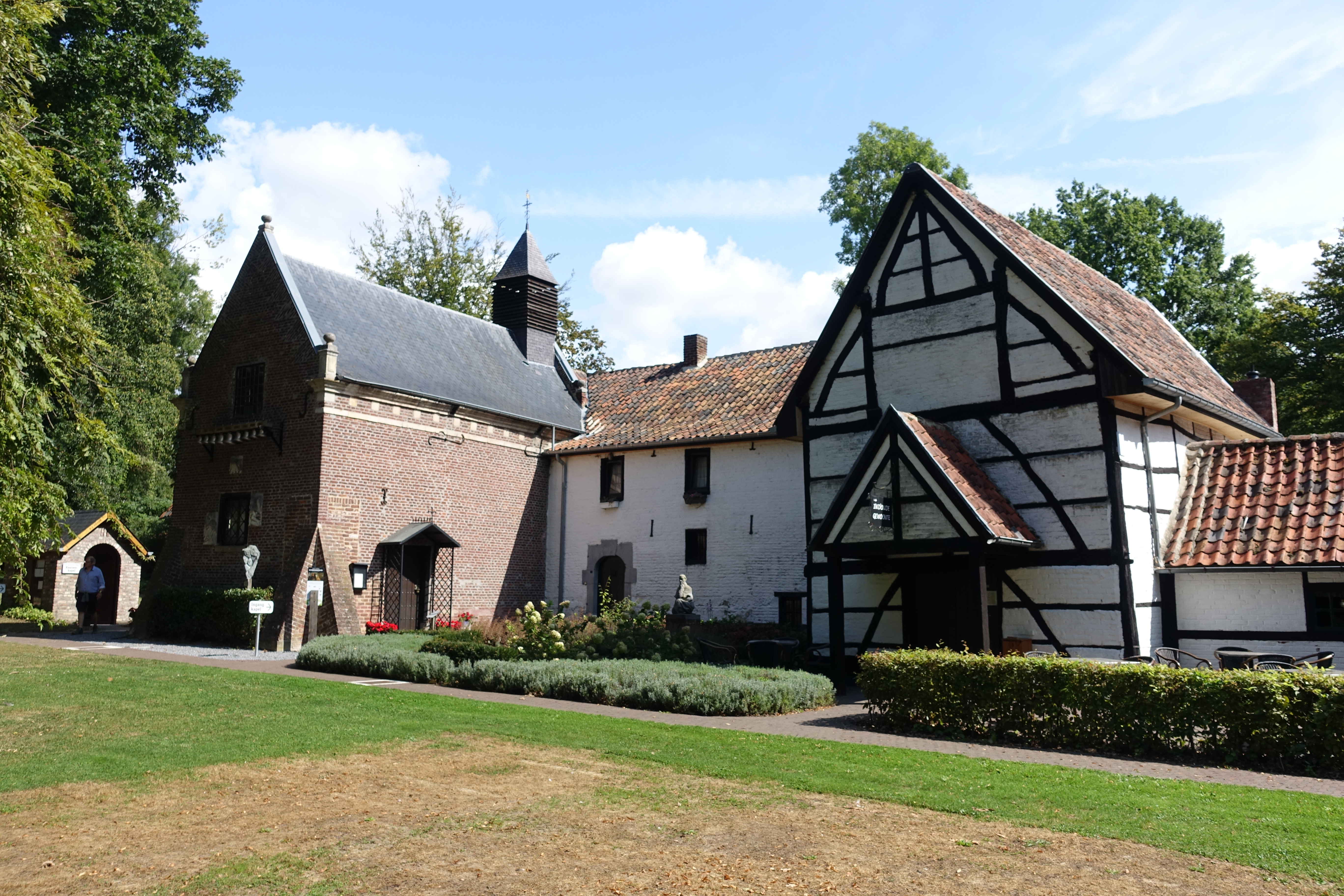
Kluis van Vrijhern

## Geschiedenis
Stichter van de kluis was de uit Hasselt afkomstige Jacobus van den Brouck, die in 1685 te Riksingen begon met het geven van onderwijs aan arme kinderen. Omstreeks 1690 vestigde hij zich als kluizenaar aan de rand van de gemeente, zodat ook kinderen uit Werm, Vrijhern en Sint-Huibrechts-Hern onderwezen konden worden. In 1703 werd de kluis echter verwoest toen de Franse troepen, in het kader van de Spaanse Successieoorlog, Tongeren innamen.
In 1709 werd door de Heer van Werm, Hubert-Maximiliaan de Brouckmans, grond afgestaan voor een nieuwe kluis, die eigendom was van de Heilige-Geesttafel van Werm. Ook werd een kapel gebouwd, die gewijd was aan Onze-Lieve-Vrouw van Loreto.
In 1715 stierf Jacobus. Hij werd opgevolgd door een reeks andere kluizenaars. De laatste kluizenaars waren Lambertus Meesters, welke stierf in 1904, en Martinus Brepoels, welke laatste zich, na de dood van Meesters, vestigde in het Minderbroedersklooster van Rekem. In 1920 werd het meubilair van de kluis en de kapel verkocht, maar het complex bleef bestaan. 

## Heden
De bakstenen kapel is gebouwd naar het voorbeeld van het Heilige Huisje van Nazareth in het bedevaartsoord Loreto. De kluizenaarswoning is slechts gedeeltelijk in baksteen, maar voornamelijk in vakwerkbouw met lemen vulling. Daarnaast is er een dienstgebouwtje. Voorts is er een 18e-eeuwse Calvarieberg in mergel.
De kluis is tegenwoordig een schilderachtig geheel, midden in de natuur, waarlangs enkele gemarkeerde wandelingen lopen. Ook is ze nog steeds een bedevaartsoord waar nog elke zondag een misviering is om 9u30 en waar men op  zondagnamiddag (14u30 tot 18u30) terecht kan in het café “de oude gewoonte”.